# Under Armour
Under Armour est une entreprise américaine spécialisée dans le secteur de l'habillement basée à Baltimore (Maryland, États-Unis). Elle a été fondée en 1996 par Kevin Plank, un ancien footballeur américain de l'université du Maryland.

## Historique
Kevin Plank commence par sillonner la côte Est des États-Unis avec ses t-shirts dans le coffre de sa voiture. Fin 1996, Under Armour réalise sa première vente pour un total de 17 000 dollars. L'entreprise occupe différents locaux avant de se fixer à Tide Point. L’entreprise propose des matières souples et respirantes pour en faire des polos confortables y compris sous les épaulières utilisées au football américain, ce qui explique le nom Under Armour. Plus tard, la production des t-shirt est délocalisée dans une usine en Ohio.
En 2003, la société de capital-investissement Rosewood Capital investit 12 millions de dollars dans l'entreprise. En 2005, Under Armour entre en bourse au NASDAQ et lève 153 millions de dollars et, fin 2007, ouvre son premier magasin en propre dans le centre commercial Westfield à Annapolis, dans le Maryland. En 2013, l'entreprise ouvre ses premiers Brand House à Baltimore et à Tyson's Corner en Virginie. Sur sa lancée, Under Armour ouvre plusieurs magasins et usines dans différents États des États-Unis, au Canada et en Chine.
Au début de l'année 2011, elle annonce la création d'un maillot dit « intelligent », dénommé E39. Ce maillot est équipé d’un mini-ordinateur qui transmet sans fil toutes les informations nécessaires : rythme cardiaque, rythme respiratoire, température de la peau et vitesse d’accélération. La même année, Under Armour ouvre son premier magasin en Chine à Shanghai dans le Grand Gateway Mall ainsi qu'au Mexique. Toujours en 2011, le London Times suggère que Nike serait intéressé par le rachat d'Under Armour alors en pleine croissance, une rumeur qui resta toutefois sans suite.
Le 21 janvier 2014, Under Armour signe un partenariat de dix ans avec University of Notre Dame dans l'Indiana pour fournir des tenues et des équipements sportifs, ce qui est le plus grand contrat de ce type jamais signé par un équipementier sportif.
En 2014, Under Armour fournit les combinaisons Mach 39 des patineurs de vitesse de l'équipe nationale américaine pour les Jeux Olympiques d'hiver de Sotchi. Les performances décevantes des patineurs américains sont d'abord mise sur le compte des combinaisons fournies par l'équipementier, mais le retour aux anciennes combinaisons donne des résultats identiques. Si l'équipement fourni par Under Armour semble hors de cause, l'entreprise voit son action chuter de 2,38 %.
L'entreprise commence également à investir le secteur du digital et du sport connecté, puisqu'après le rachat en 2013 du fabricant d'applications numériques MapMyFitness pour 475 millions de dollars, Under Armour rachète en février 2015 Endomondo pour 85 millions dollars dont l'application permet le comptage des calories.
Under Armour bénéficie en 2015 d'une excellente publicité lorsque le quarterback Jeff George apparaît en couverture du magazine USA Today avec un vêtement de l'équipementier. Ensuite, le responsable de l'équipement de Georgia Tech demanda dix chemises à Plank, ce qui ouvrira la porte à d'autres partenariats avec de grandes équipes nationales : NC State ou encore Arizona State. À la suite des retours positifs des joueurs, Under Armour poursuit son expansion et lance de nouvelles lignes comme ColdGear, TurfGear, AllseasonGear et StreetGear.

Le 5 décembre 2016, Under Armour conclut un contrat de dix ans avec la Major League Baseball qui en ferait le fournisseur officiel de tenue de sport pour la MLB à partir de 2020, détrônant Majestic Athletic qui occupait le terrain depuis 2014. Toutefois, la firme de Baltimore revient sur sa décision en mai 2018 afin d'économiser 50 millions de dollars et c'est Nike qui récupère le contrat. En 2016, Nike débauche Dave Dombrow, vice-président chargé du design chez Under Armour, confirmant que la firme de Baltimore est désormais perçue comme un concurrent très sérieux. La même année, Under Armour bénéficie d'une publicité inattendue puisque l'astronaute français Thomas Pesquet est vu portant un t-shirt de la marque lors d'une mission spatiale.

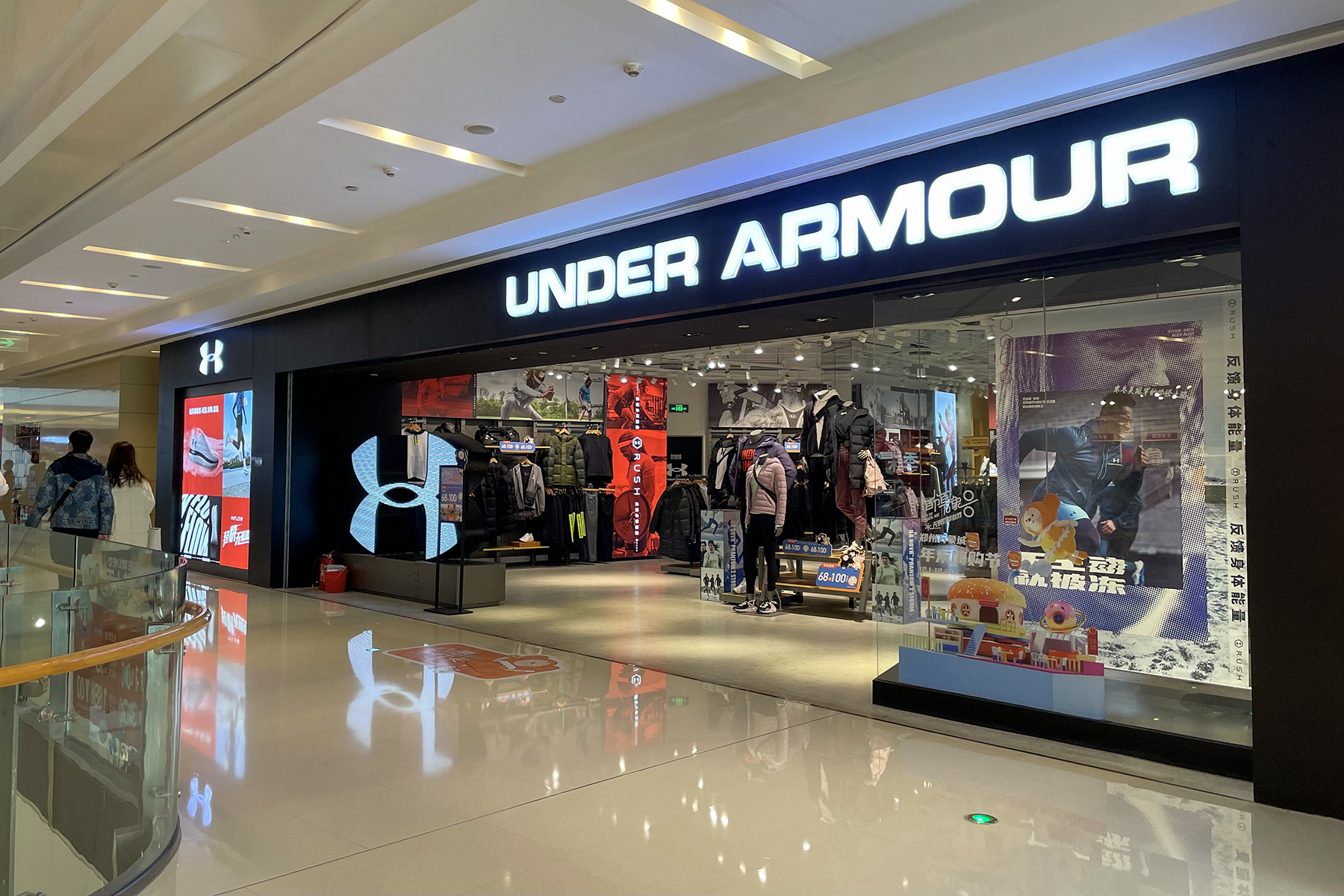
Un magasin Under Armour à Zhengzhou en Chine.

Malgré son expansion aux États-Unis, sa diffusion dans le reste du monde resta plus confidentielle puisque début 2017 ses ventes à l'international ne représentaient que 16 % de son chiffre d'affaires. Restée longtemps inconnu en Europe, Under Armour y débarque en 2006. Correctement implanté en Allemagne, en Autriche ou en Angleterre, Under Armour est présente mi-2017 dans environ 800 points de vente multi-marques en France. Son développement en Europe vise aussi à assurer un relais de croissance à la marque. En effet, après plusieurs années de croissance ininterrompues aux États-Unis, Under Armour commence à souffrir de la concurrence agressive d'Adidas et Nike sur son marché national. En 2017, Kevin Plank engage Patrick Frisk qui travaillait pour le fabricant de chaussures québécois Aldo afin de mener un plan de redressement comprenant suppressions d'emplois et fermetures de magasins. Toujours pour réaliser des économies, Under Armour annulera plusieurs contrats de sponsoring par la suite, comme son accord avec les Bruins de l'UCLA (qui avait été conclu pour 255 millions de dollars), le Boston College ou encore l'université d’Hawaï.
Le 7 février 2017, deux semaines après le début de la présidence de Donald Trump, Kevin Plank exprime sa sympathie pour l'attitude du nouveau président envers les entreprises. Cette déclaration provoque une fronde d'une partie des athlètes sous contrat avec son entreprise, dont Stephen Curry, ce qui oblige Plank à revenir sur ses propos,.
En octobre 2019, Kevin Plank annonce qu'il démissionnerait d'ici 2020 et que Patrik Frisk lui succéderait en tant que PDG en janvier 2020, Plank restant président exécutif de l'équipementier sportif. En juillet 2020, Under Armour reçoit un avertissement de la SEC concernant des pratiques comptables répréhensibles commises entre 2015 et 2016. En pleine pandémie de Covid 19, l'entreprise de Baltimore doit faire face à une baisse de 41 % de ses revenus pour le deuxième trimestre de 2020, soit 707,6 millions de dollars et a été contrainte de fermer ses magasins. Néanmoins, le groupe a mieux résisté que prévu à la crise, puisque les analystes avaient anticipé des pertes plus importantes. En décembre 2022, Under Armour nomme Stephanie Linnartz, alors présidente de la chaîne hôtelières de luxe Marriott International, au poste de présidente-directrice générale.
Stephanie Linnartz présente une stratégie visant à augmenter son ancrage auprès de la clientèle féminine qui représente environ le quart des revenus d'Under Armour. Outre une nouvelle chaussures de football spécialement développée pour le pied féminin, la marque annonce une série de partenariats avec la WNBA (Women's National Basketball Association) et la signature de contrats avec quelques joueuses.
En juin 2023, Under Armour annonce une cinquantaine de licenciements à son siège de Baltimore, déclarant vouloir « réduire ses coûts fixes et retrouver la rentabilité » à la suite de résultats financiers inférieurs aux attentes. Toutefois, la marque entend poursuivre son développement, notamment en Europe, où elle ouvre un magasin à Londres sur Oxford Street. Jusque-là essentiellement distribué sur le Vieux continent par des magasins multimarques, Under Armour compte privilégier la vente directe.
En mars 2024, Kevin Plank reprend la direction de l'entreprise à la suite de ses résultats financiers inférieurs aux attentes tandis que Stephanie Linnartz qui occupait cette fonction se retire. Avec des ventes inférieures aux attentes et une action en baisse, Under Armour annonce un plan de restructuration en mai 2024 qui devrait coûter environ 90 millions de dollars. 
Pour mai 2024, Under Armour et la marque de luxe de prêt-à-porter Balenciaga entament une collaboration, le but pour l'équipementier américain étant de parvenir à percer dans le secteur du sportswear. Lors du défilé Balenciaga Spring 2025 à Shanghai, plusieurs produits siglés Under Armour mais dessiné par la marque française d'origine espagnole ont été présentés,.  
Ces efforts pour percer dans le sportswear semblent payer puisqu'Under Armour réalise une percée remarquée dans ce domaine en Europe, notamment en France. Le média Booska-P spécialisé dans le rap consacre en juillet 2024 un article au succès de la marque, citant notamment de nombreuses références à Under Armour dans les clips de différents rappeurs.

## Produits
Si Under Armour s'est d'abord fait connaître grâce à ses t-shirt qui absorbaient efficacement la transpiration, la gamme de la marque va progressivement se diversifier au point de couvrir aujourd'hui pratiquement tous les besoins d'un sportif, aussi bien pour les hommes que les femmes et les enfants.
Les produits de la marque couvrent de nombreux sports comme la course à pied, le fitness, la crosse, le basket, le baseball ou le hockey. Il existe également une gamme d'articles destinés à la pêche et à la chasse, activité très populaire en Amérique du Nord. Under Armour a également développé une gamme à destination des membres des forces de l'ordre et des militaires (Military & Tactical Gear) comprenant également des chaussures et des bottines adaptées. La marque de Baltimore propose également divers accessoires comme des casquettes, lunettes de soleil, sacs, gourdes, etc.
L'ensemble de la gamme Under Armour est également répartie entre différentes lignes ou collections. En 1997, Under Armour introduit la collection ColdGear spécialement conçue pour le sport par temps froid, comprenant des vêtements et sous-vêtements thermiques ainsi que des vêtements dessinés pour les sports d'hiver. La même année, la collection AllSeasonGear plus polyvalente est lancée. En 2003, la gamme Women's Performance Gear est lancée. Outre les collections « permanentes » comme HeatGear (vêtements pour temps chaud) ou UAFreedom (thème patriotique), certaines collections sont issues de partenariats spécifiques avec des athlètes comme Stephen Curry ou Dwayne Johnson.
En 2006, Under Armour commence la production de chaussures de football américain, les premières baskets de course apparaissant entre 2008 et 2009. En 2023, la firme de Baltimore présente la Clone Magnetico 3 qui sont les premières chaussures de football spécialement conçues pour les femmes avec un chaussant adaptée à la morphologie féminine, notamment au niveau du talon et de l’avant pied.

## Actionnaires
Liste des principaux actionnaires au 24 mars 2024:
| Actionnaire                                | Pourcentage |
| ------------------------------------------ | ----------- |
| Vanguard Fiduciary Trust Co.               | 19,97%      |
| BlackRock Advisors LLC                     | 16,90%      |
| STATE STREET CORPORATION                   | 5,297 %     |
| Alyeska Investment Group LP                | 4,327%      |
| Dimensional Fund Advisors LP               | 3,790%      |
| Eaton Vance Management                     | 2,532%      |
| Loomis, Sayles & Co. LP                    | 2,473%      |
| Disciplined Growth Investors, Inc.         | 2,255%      |
| Charles Schwab Investment Management, Inc. | 2,197%      |
| BNY Mellon Investment Adviser, Inc.        | 1,689%      |

## Identité visuelle
Le logo et le nom Under Armour typiques de l'identité de la marque sont assez curieusement principalement le fruit d'une incompréhension. Alors que l’entreprise était encore balbutiante en 1996, Kevin Plank a émis l’idée de l’appeler « Armure corporelle » en anglais. Son frère, Bill Plank chargé de la réalisation du logo comprit mal et entendit « Under Armour ». Le logo, souvent prit pour une hélice, correspond en fait à l'entrelacement des lettres « U » de Under et « A » de Armour.
Le logo Under Armour sera redessiné plusieurs fois : logo gris cerclé d'un ovale avec l'inscription Athletic Apparel en dessous, par la suite un cerclage plus épais et la suppression de l'inscription ainsi qu'un restylage de la police de caractères. En 1999, le logo redevient noir, la police plus futuriste et le slogan « Performance Apparel » est placé sous une ligne horizontale qui le sépare du nom de la marque. En 2005, le logo est simplifié en supprimant le slogan et la ligne horizontale.

## Organisation
Son siège social est situé à Baltimore, dans l'état du Maryland. Le siège social pour l'Europe est installé à Amsterdam, aux Pays-Bas. Des implantations secondaires sont présentes à Hong Kong, Toronto (Canada), Denver (États-Unis) et Guangzhou (Chine). Les produits - vêtements et chaussures de la marque - sont fabriqués dans plus de 150 pays à travers le monde, mais la plupart des usines sont en Indonésie, en Jordanie, en Inde, en Chine et au Vietnam.
Après qu'une partie importante de la production Under Armour a été délocalisée en dehors des États-Unis, Under Armour commence à en rapatrier une partie sur le sol américain à la suite de l’élection de Donald Trump en 2017. Ainsi, la collection pour femme Arris Project ne comprend que des produits fabriqués dans une nouvelle usine de Baltimore.

## Partenariats équipementiers clubs
Under Armour est principalement active aux États-Unis où elle équipe et équipa plusieurs équipes de baseball, football ou basketball nationales. Elle commença à investir l'Europe en devenant l'équipementier de l'Équipe du pays de Galles de rugby à XV et celui de l'équipe de l'ASM Clermont Auvergne (jouant dans le Top 14)…

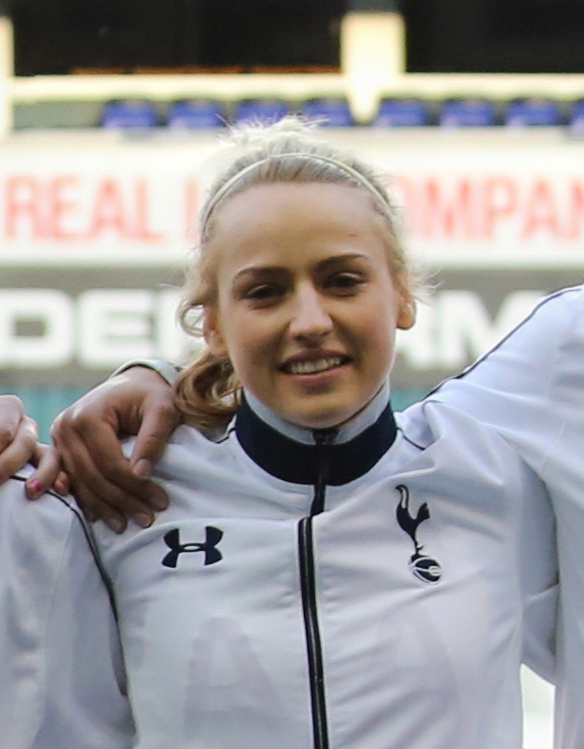
Under Armour et Tottenham Hotspur seront liés de 2012 à 2017.

Under Armour arrive dans le football européen le 22 février 2008, lorsque le club de Bundesliga de Hanovre 96 (aujourd'hui en deuxième division) annonce un partenariat courant jusque 2011. L'équipementier américain devient le fournisseur de maillots et autres équipements, ce à quoi s'ajoutent divers spots publicitaires pour faire connaître la marque en Allemagne. À l'entame de la saison 2011-2012 le partenariat liant le club hanséatique et l'équipementier américain n'est pas renouvelé, Hanovre 96 se liant à l'allemand Jako. Under Armour resta présent dans le football allemand avec le célèbre F.C. Saint-Pauli à partir de la saison 2016, jusqu'à ce que le club décide de réaliser ses propres maillots en 2021.
Toutefois, Under Armour se lie dans la foulée avec Tottenham Hotspur FC pour cinq ans avec un contrat évalué à 50 millions de dollars pour les équipes masculine et féminine. « C’est un moment important et excitant pour Under Armour. Se mettre d’accord avec une formation d’élite comme Tottenham Hotspur démontre notre engagement à développer la marque Under Armour en Europe et au Royaume-Uni » déclara Kevin Plank. Ce contrat est considéré par la marque américaine comme un tremplin pour accélérer son implantation en Europe et concurrencer Adidas et Nike dans le football européen. Au terme de la saison 2017, le club de Premier League ne renouvelle pas son partenariat et signe avec Nike, vraisemblablement à la suite d'un désaccord financier.
Toutefois, Under Armour ne quitta pas la Premier League en se liant avec Southampton F.C. en 2016, succédant à Adidas. Le contrat est arrivé à son terme en 2023.
Toujours en football, les clubs de première division mexicaine Deportivo Toluca et Estudiantes Tecos signèrent en 2010 un contrat de partenariat avec Under Armour. Seul Toluca reste encore en 2022 sous contrat avec l'équipementier américain. On peut également ajouter le club japonais Omiya Ardija évoluant en J-League comme faisant partie des clubs équipés par Under Armour. Mi-2011, Under Armour conclut un partenariat avec le club israélien Maccabi Tel Aviv FC qui prend effet dès la saison 2011/2012, mais dont le partenariat ne sera pas renouvelé. Les clubs de football mexicain Cruz Azul et chilien Colo Colo sont eux aussi partenaires en 2014 de Under Armour. Le club brésilien du Sao Paulo FC est devenu en 2015 l'un des ambassadeurs de Under Armour. En 2018, la marque américaine s'engage pour la première fois en Russie en devenant le nouvel équipementier du Lokomotiv Moscou. En 2019, c'est le Sydney F.C. qui rejoint les équipes sous contrat avec Under Armour, devenant le premier club australien équipé par la marque de Baltimore,.
Under Armour réussit également à percer dans les sports d'hiver en devenant fournisseur pour les équipes suisse et autrichiennes. La Fédération autrichienne de ski (ÖSV) signa dès 2011 un partenariat pour recevoir des équipements et vêtements d'entraînement, tandis que Swiss-Ski signa un accord qui prit effet à partir des Jeux olympiques d'hiver de Pyeongchang de 2018 pour permettre à ses athlètes d'utiliser les vêtements Under Armour pour leur entraînement physique.

## Sponsoring d'athlètes

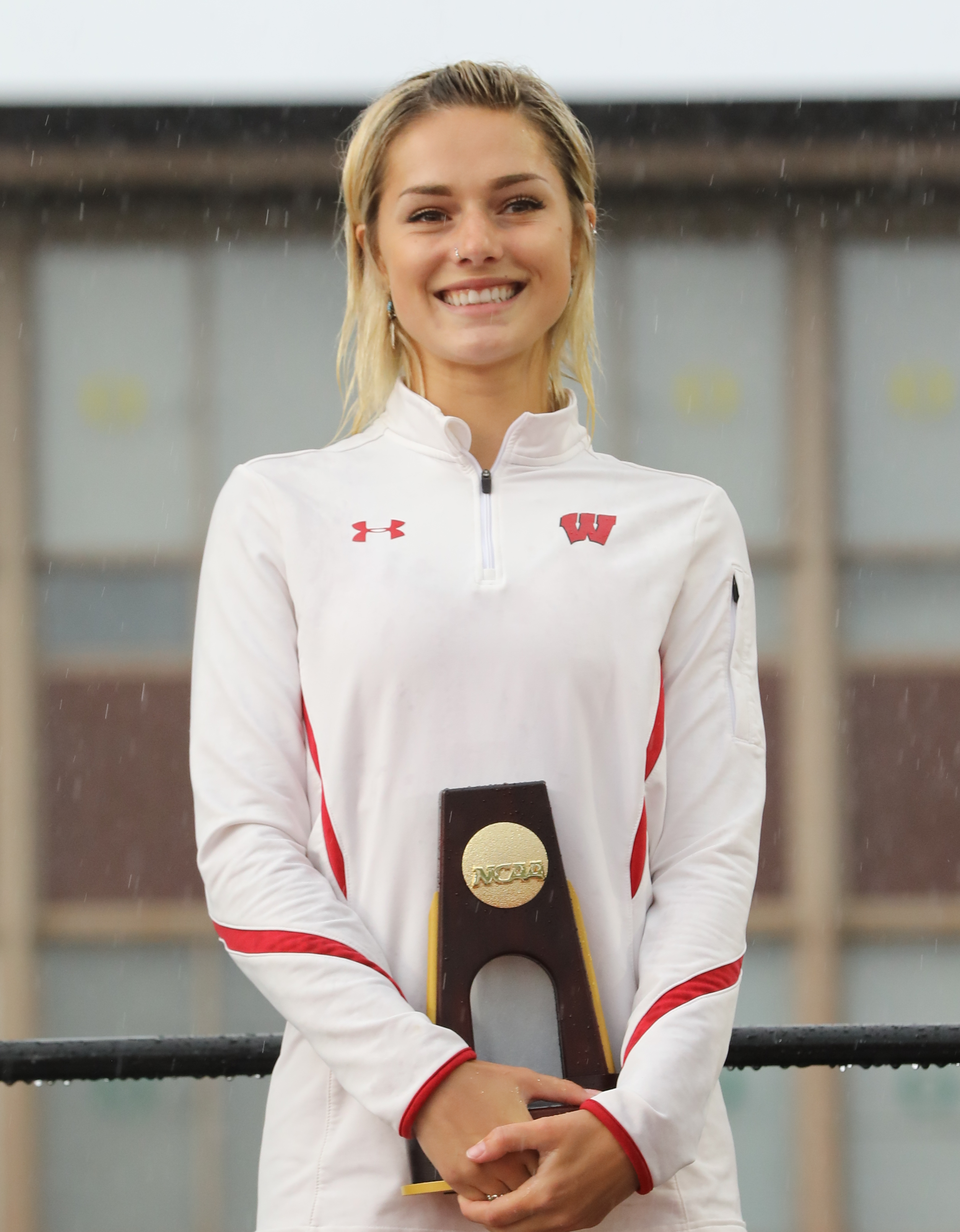
Georgia Ellenwood en 2018.

Under Armour a aussi, comme la plupart de ses concurrents, recours au sponsoring d'athlètes pour accroître sa visibilité médiatique et sa réputation. Ainsi, sont sous contrat Under Armour la championne olympique de ski Lindsey Vonn (aujourd'hui retraitée sportivement) qui est apparue dans plusieurs clips publicitaires de la marque, les skieuses freestyles Jennifer Hudak (également retraitée sportivement) et Emily Cook ainsi que le skieur Jeremy Bloom. Toujours dans les sports d'hiver Under Armour équipe la patineuse artistique Kimmie Meissner et la snowboardeuse Lindsey Jacobellis. Autres porte-drapeau de la marque, le nageur olympique Michael Phelps ainsi que de nombreux joueurs de baseball et de football américain comme Jonathan Vilma ou le basketteur Brandon Jennings. Connu pour ses sorties médiatiques, ce dernier déclara dans les médias que s'il n'avait pas été appelé en équipe nationale pour disputer les championnats du monde, c'est parce qu'il n'était pas sous contrat avec Nike : « Si vous y regardez attentivement, la moitié de l'équipe est en contrat avec Nike. Cette marque a beaucoup d'influence. Ils ne veulent pas faire de publicité à Under Armour avec un joueur extraverti comme moi. » 
En 2013, Under Armour signe un partenariat avec le jeune basketteur prometteur Stephen Curry, alors chez Nike. La collaboration sera renouvelée en 2024 avec un nouveau contrat à long-terme, incluant notamment le développement de Curry, la marque personnelle du joueur, en coopération avec Under Armour. Le partenariat est considéré comme essentiel pour l'équipementier américain afin de percer dans le domaine du streetwear. D'après le magazine Rolling Stones, le partenariat liant le basketteur à la firme de Baltimore serait un « contrat à vie » qui devrait rapport un milliard de dollars à Stephen Curry.
Toujours en Amérique du Nord, Under Armour a également conclu un partenariat avec Georges St-Pierre, un pratiquant québécois de combat libre et de jiu-jitsu brésilien qui a été nommé trois années consécutives, en 2008, 2009 et 2010, athlète canadien de l'année par la chaîne de télévision sportive Rogers Sportsnet. Le 27 septembre 2011, le joueur de hockey sur glace canadien Carey Price qui évolue au Canadiens de Montréal rejoint les athlètes Under Armour. Dans le domaine de l'athlétisme, Under Armour sponsorisa la sprinteuse américaine Monica Hargrove durant sa période active et sponsorise la spécialiste canadienne d'heptathlon Georgia Ellenwood depuis 2019 qui dispose de chaussures réalisées sur-mesure,.

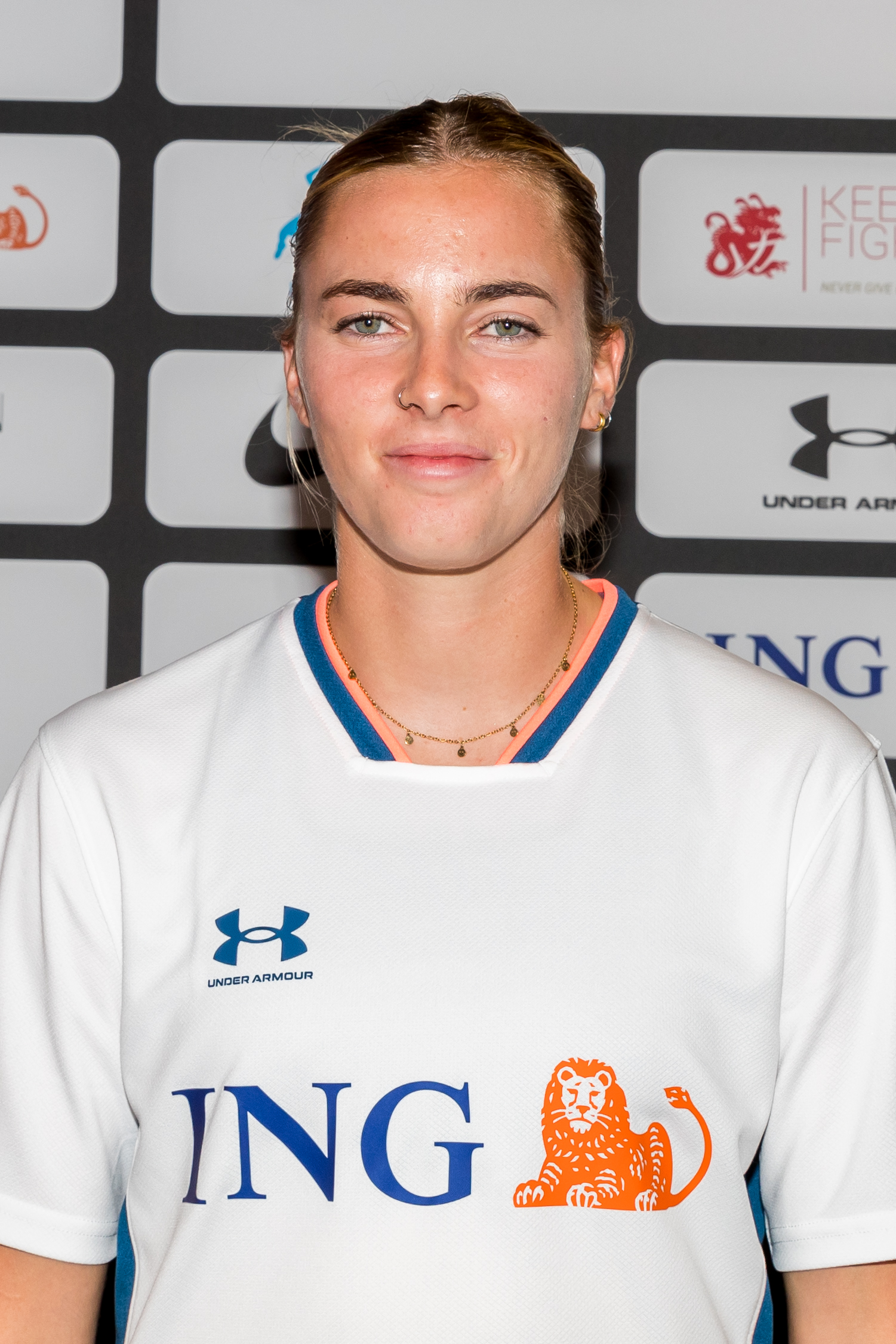
L'attaquante allemande Laura Freigang est ambassadrice d'Under Armour.

Si au niveau du sponsoring de footballeurs Under Armour n'a pas la même notoriété que ses concurrents Nike ou Adidas, la firme de Baltimore commence néanmoins par signer quelques joueurs dont Bobby Zamora lorsqu'il jouait à  Fulham, Cedric Hengbart aujourd'hui retraité durant sa période au Kerala Blasters ou encore Nicolas Plestan (ex-Schalke 04) également retraité aujourd'hui. Mais surtout, Under Armour signa le grand espoir anglais Trent Alexander-Arnold du Liverpool FC en 2017 et le Néerlandais Memphis Depay de l'Olympique lyonnais. Alexander-Arnold rejoint ensuite Adidas en 2023 tandis que Depay se lie avec Nike en 2021. En avril 2024, la marque de Baltimore signe un partenariat avec le défenseur central Antonio Rüdiger qui évolue au Real Madrid. Début 2024, la marque réalise un bonne opération en signant le grand espoir du FC Barcelone et du football espagnol Fermin Lopez. Début mai 2024, c'est Pedro Porro qui évolue à Tottenham qui rejoint Under Armour.
Under Armour est également actif dans le football féminin en sponsorisant les Américaines Lauren Cheney — alors défenseure des Boston Breakers et titulaire en équipe nationale, aujourd'hui retraitée — ainsi que Heather Mitts, également internationale. Under Armour a également un partenariat avec l'Américaine Kelley O'Hara et l'Australienne Chloe Logarzo. En Allemagne, c'est l'attaquante de l'Eintracht Francfort et de l'équipe nationale Laura Freigang qui arbore des chaussures de la marque.
En février 2013, Under Armour a signé un contrat de sponsoring avec le tout jeune pro Jordan Spieth, champion d'avenir de golf. Deux ans plus tard, Spieth déjà numéro 2 mondial après sa victoire historique à Augusta, renouvelle son contrat pour 10 ans. Under Armour s'est également lancé dans le monde du tennis en sponsorisant pendant quatre ans de 2015 à 2018 le Britannique (Écossais) Andy Murray ainsi que son frère Jamie,.
Under Armour décide également de séduire davantage un public féminin pratiquant le fitness en se liant avec la mannequin brésilienne Gisele Bündchen en 2014. La même année, c'est la danseuse étoile Misty Copeland qui rejoint les athlètes d'Under Armour via une campagne publicitaire soigneusement préparée. 
Début 2017, le judoka français Teddy Riner signe à son tour un contrat jusqu'au JO de 2020 avec la marque américaine. Un partenariat qui pose toutefois certaines questions, puisque la Fédération française de judo est sous contrat avec Mizuno qui fournit également les kimonos des athlètes.
Au printemps 2019, Mick Schumacher alors en Formule 2 devient ambassadeur de la marque et déclare : « Under Armour a beaucoup d’expérience dans la collaboration avec des athlètes professionnels et une grande expertise dans la création de vêtements et de chaussures de haute technologie. Cela m’aide à améliorer mes performances plus rapidement et plus efficacement, en particulier pour optimiser ma condition physique et mes temps de récupération ». Dans le cadre de ce partenariat, il peut utiliser les installations du Center for Performance Innovation d’Under Armour à Portland, plus connu sous le nom de UA PDX. Ce centre a pour objectif de concentrer et d’accélérer toutes les activités de création de chaussures et de vêtements de la marque.

## Apparitions médiatiques
Under Armour se fait connaître du grand public en 1999 lorsque ses premiers produits apparaissent dans le film L'Enfer du dimanche réalisé par Oliver Stone et se déroulant dans l'univers du football américain.
Depuis, les équipements Under Armour sont apparus dans de nombreux films et séries télévisées.
Ainsi, des produits Under Armour apparaissent régulièrement dans la série télévisée Chicago Police Department où ils sont portés par plusieurs policiers.
Des footballeurs américains sont équipés de tenues Under Armour dans The Dark Knight Rise de 2012. Quelques produits Under Armour sont également brièvement visibles dans les films de guerre American Sniper (2014) ou 13 Hours (2016).
L'acteur Dwayne « The Rock » Johnson porte régulièrement des tenues de la marque dans ses différents films comme Baywatch (2017), Fast Five (2011), Fast & Furious 6 (2013) Furious 7 (2015) The Fate of the Furious (2017) ou séries télévisées. Quelques équipements d'Under Armour apparaissent également dans le film The Blind Side de 2009 comme une tenue de volley-ball portée par Lily Collins.
L'actrice Naomi Watts porte également un soutien-gorge de la marque dans le film Infinite Storm sorti en 2022.

## Activités philanthropiques
Under Armour est impliqué dans différentes activités philanthropiques.
Le programme UA Power in Pink vise à soutenir la lutte contre le cancer du sein en faisant la promotion du sport.
Le projet UA Freedom soutient l'association Wounded Warrior Project qui aide les vétérans blessés de l'armée américaine et leurs familles via diverses prestations.
Le UA Win Global vise à améliorer l'accessibilité des équipements et infrastructures sportifs dans les régions défavorisées.

## Controverses
En 2015, Under Armour dévoile les plans du nouveau Under Armour Fitness Performance Center à Baltimore dans le Bank of America Building. Établi au rez-de-chaussée, ses décorations en gazon artificiel recouvraient des œuvres de l'artiste Hildreth Meiere. Ce projet est également rapidement controversé lorsqu'il apparaît que l'entreprise a utilisé des crédits d'impôts de l’État du Maryland et fédéraux pour financer le projet.
En janvier 2016, Under Armour noue un partenariat avec plusieurs chasseuses, dont Sarah Bowmar. Au mois d'août de la même année, une vidéo du mari de Bowmar abattant un ours et s'en réjouissant est diffusée sur les réseaux sociaux, entraînant une réprobation mondiale. La firme de Baltimore met un terme à sa collaboration avec Sarah Bowmar quelques jours plus tard.
En novembre 2019, Under Armour confirme faire l'objet d'une enquête portant sur d'éventuelles irrégularités comptables. Le Wall Street Journal qui cite des sources proches du dossier avance que la firme de Baltimore aurait reporté certaines ventes d'un trimestre à l'autre afin de présenter un bilan économique meilleur qu'il ne l'est en réalité. De son côté, la marque dément toute irrégularité.
Début 2024, Under Armour lance la première publicité « alimentée par I.A. » sur Instagram avec le boxeur britannique Anthony Joshua. Toutefois, une polémique sur la propriété des images éclatera par la suite.